# مرشدات النيجر
مرشدات النيجر تعتبر أحد الاعضاء المحتملين في الجمعية العالمية للمرشدات وفتيات الكشافة. في يوليو 2016 وتحديدا في المؤتمر الإقليمي الأفريقي الحادي عشر الذي تم عقده في الفترة من 26-31 يوليو 2016 في نيروبي، كينيا تم مناقشة فكره انضمام النيجرللجمعية العالمية للمرشدات وفتيات الكشافة. 